# 托格代爾州
托格代爾州是索馬里蘭共和國的一個州，索馬利亞名義上的西北州，南鄰埃塞俄比亞。面積38,663平方公里，首府布拉奧。而卡图莫势力於2012至2017年間实际控制东南部布侯德列周边地区，並在2023年之後重新控制該地，並將索馬利蘭勢力驅逐到拉斯阿諾德以西100公里外，邦特兰也对该地区有领土要求。